# Rajiv Shah
Pour les articles homonymes, voir Shah (homonymie).
Rajiv Shah (né le 9 mars 1973) est le président de la fondation Rockefeller. Ancien fonctionnaire du gouvernement américain, médecin et économiste de la santé, il a été le 16e administrateur de l'Agence des États-Unis pour le développement international (USAID) de 2010 à 2015.

## Biographie
Il est né de parents indiens immigrants du Gujarati qui se sont installés à Ann Arbor, dans le Michigan à la fin des années 1960,. Il grandit dans la région de Detroit. Il mène des études supérieures en économie à l'université du Michigan. Il obtient ensuite  une maîtrise ès sciences en économie de la santé de la Wharton School of Business et devient docteur en médecine à la Perelman School of Medicine de l'université de Pennsylvanie. Il est également passé par la London School of Economics, où il a obtenu un certificat de cours général en économie.
Proche des démocrates, il fait fonction de  conseiller à la santé d'Al Gore lors de la campagne présidentielle de 2000, puis il devient conseiller à la santé du gouverneur de Pennsylvanie Ed Rendell. 
En 2001, il rejoint la Fondation Bill-et-Melinda-Gates, et y occupe différents postes. Il est notamment directeur du développement agricole, où il privilégie le développement des OGM, directeur des services financiers, responsable de la Strategic Opportunities Initiative et du Fonds pour les vaccins de la fondation,,.
Il devient ensuite, brièvement, sous-secrétaire d'État à l'agriculture chargé de la recherche (Under Secretary of Agriculture for Research, Education, and Economics (en)), en avril 2009. Le 24 décembre 2009, il est nommé à la tête de l'Agence des États-Unis pour le développement international (USAID), succédant à Alonzo Fulgham (en). Il quitte ce poste en 2015. Début janvier 2017, il devient président de la fondation Rockefeller, choisi par le conseil d'administration de cette fondation.